# Gerhard Moll (Maler)
Gerhard Moll (* 19. Januar 1920 in Berlin Prenzlauer Berg; † 19. Dezember 1986 in seinem Atelier in Berlin-Friedenau) war ein deutscher Maler.

## Leben

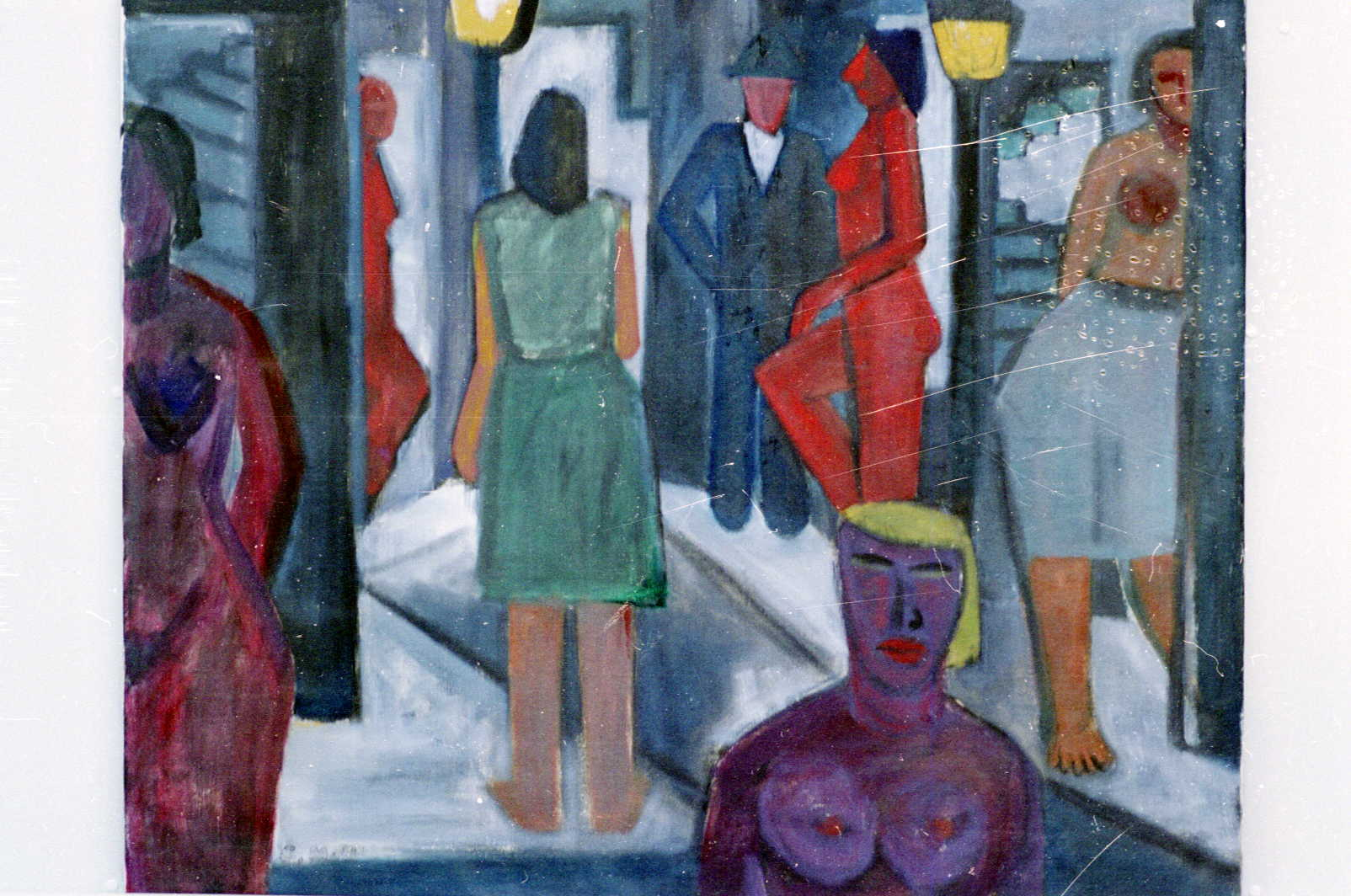
Mulackstraße

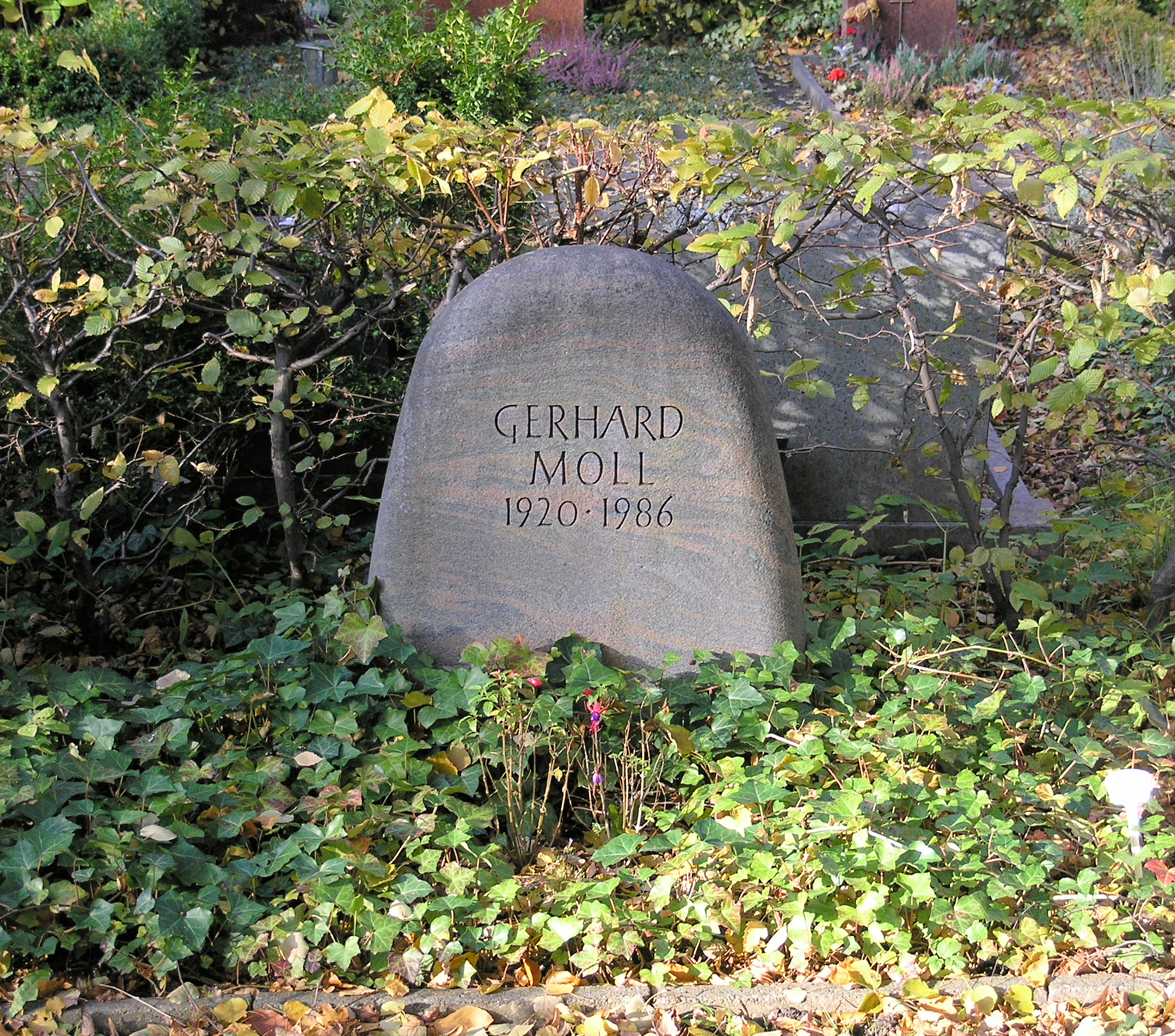
Molls Grabmal

Gerhard Moll wurde 1920 in Berlin, Prenzlauer Berg geboren. Seine Eltern waren aus wirtschaftlicher Not von der Schwäbischen Alb nach Berlin gezogen, sie waren Hugenotten. Dem Sohn sollte es einmal besser gehen. Nach mehreren Versuchen, den passenden Beruf zu finden, erklärte er, er werde Maler – für seine Eltern ein Hungerleiderberuf. Von 1939 bis 1945 studierte er in Berlin an der Hochschule für Bildende Künste.
1942 wurde er zur Marine eingezogen. Er war Pazifist. Deshalb simulierte er eine Schizophrenie und wurde in die Heilanstalt Stralsund  eingewiesen. Das kam einem Selbstmord gleich, denn geistig Kranke hatten kaum Überlebenschancen. Wie durch ein Wunder überlebte er den Krieg.
1945 heiratete er die Grafikerin und Kalligrafin Ruth von Carnap, von der er 1952 geschieden wurde. Ab 1948 lebte er in Berlin-Friedenau. Von 1952 bis 1955 war er Meisterschüler bei Heinrich Ehmsen an der Hochschule für Bildende Künste. Er gehörte zum Künstlerkreis der Berliner Galerie Gerd Rosen und dem Künstlerkabarett „Die Badewanne“.
Ein guter Freund in dieser Zeit war der Maler Wolfgang Frankenstein, der von 1948 bis 1951 künstlerischer Leiter der Galerie Gerd Rosen war, 1953 nach Ostberlin übersiedelte und nach dem Bau der Berliner Mauer Professor an der Humboldt-Universität wurde. Treue Freunde waren auch der Bildhauer Waldemar Grzimek, von 1948 bis 1951 Professor an der Hochschule für Bildende Künste Berlin-Charlottenburg, und die Bildhauer Gustav Seitz, Fritz Cremer und Gerhard Marcks. Mit Vera Singer schuf Moll mehrere Wandbilder.
Als es in der Zeit des Kalten Krieges zu heftigen Auseinandersetzungen zwischen Ost und West kam, zog Gerhard Moll sich zurück; er wollte endlich in Ruhe malen. Er arbeitete intensiv und lebte dennoch stets am Existenzminimum. Bis zu ihrem Tod im Oktober 2020 zeigte seine ehemalige Lebensgefährtin Jutta Zimmer seine Arbeiten im In- und Ausland.

## Ausstellungen
- 1948: Galerie Gerd Rosen, Berlin
- 1989: Galerie Lippeck, Berlin
- 1993: Galerie Inselstraße,  Berlin
- 1995: Villa Grisebach, Berlin, "Galerie Gerd Rosen"
- 1996: Kunstkaten Ahrenshoop, Mecklenburg-Vorpommern
- 1996: Galerie Kulturesk, Augsburg
- 1998: Kulturhaus Bergen, Rügen
- 1999: Rathaus-Galerie Burghausen, Bayern
- 1999: Galerie Finkbein, Dresden
- 2000: Kunstverein Schloss Wiligrad, Lübstorf/Schwerin
- 2001: Kulturhistorisches Museum Stralsund
- 2002: Stadtgalerie Kiel
- 2003: Kunstverein Bobingen
- 2004: Basiskulturfabrik, Neustrelitz
- 2005: Klostergalerie Zehdenick, Brandenburg
- 2006: Associazione Culturale Italo-Tedesca, Venedig
- 2007: Kunstkaten Ahrenshoop, Mecklenburg-Vorpommern
- 2007: Centro Allende La Spezia, Italien
- 2010: Schleswig-Holstein-Haus in Schwerin, Mecklenburg-Vorpommern
- 2012: Kulturstiftung Rügen, Putbus
- 2013: Städtische Galerie Wangen, Baden-Württemberg
- 2014: Fabrik der Künste, Hamburg
- 2014: Prignitz-Museum, Havelberg